# Sorquainville
Sorquainville település Franciaországban, Seine-Maritime megyében. Lakosainak száma 174 fő (2022. január 1.). Sorquainville Normanville, Riville, Ypreville-Biville és Terres-de-Caux községekkel határos.

## Népesség
A település népessége az elmúlt években az alábbi módon változott:
| Lakosok száma | 184  | 185  | 189  | 185  | 184  | 185  | 185  | 180  | 174  |
|               | 2013 | 2015 | 2016 | 2017 | 2018 | 2019 | 2020 | 2021 | 2022 |